# Comuna de Święciechowa
Święciechowa (polaco: Gmina Święciechowa) é uma gminy (comuna) na Polónia, na voivodia de Grande Polónia e no condado de Leszczyński. A sede do condado é a cidade de Święciechowa.
De acordo com os censos de 2004, a comuna tem 7045 habitantes, com uma densidade 52,2 hab/km².

## Área
Estende-se por uma área de 134,97 km², incluindo:
- área agrícola: 61%
- área florestal: 32%

## Demografia
Dados de 30 de Junho 2004:
|                      | Total   | Total | Mulheres | Mulheres | Homens  | Homens |
| -------------------- | ------- | ----- | -------- | -------- | ------- | ------ |
|                      | pessoas | %     | pessoas  | %        | pessoas | %      |
| População            | 7045    | 100   | 3572     | 50,7     | 3473    | 49,3   |
| Densidade (pop./km²) | 52,2    | 100   | 26,5     | 26,5     | 25,7    | 25,7   |

De acordo com dados de 2002, o rendimento médio per capita ascendia a 1361,92 zł.

## Subdivisões
- Długie Nowe, Długie Stare, Gołanice, Henrykowo, Krzycko Małe, Lasocice, Niechłód, Piotrowice, Przybyszewo, Strzyżewice, Święciechowa, Trzebiny.

## Comunas vizinhas
- Góra, Leszno, Lipno, Rydzyna, Włoszakowice, Wschowa